# 朗德芒廷 (阿肯色州)
朗德芒廷（英語：Round Mountain）是位於美國阿肯色州福克納縣的一個非建制地區。該地的面積和人口皆未知。

## 地理
朗德芒廷的座標為35°01′31″N 92°26′51″W / 35.02528°N 92.44750°W，而該地的平均海拔高度為93米（即305英尺）。